# بات شلومو
بات شلومو (בת שלמה) تأسست مستعمرة عام 1889 كابنة لمستوطنة زخرون يعكوف، بتمويل من البارون روتشيلد على أراضي تم شراؤها من قرية أم التوت العربية. سميت على اسم بيتي فون روتشيلد، ابنة سالومون ماير فون روتشيلد (عم وجد البارون).
تم تدشين المستعمرة في تموز 1888، حتى قبل بناء أول منازلها. ربما كان سبب التوقيت المبكر هو وصول إيليا شيد كبير مفتشي المستعمرات لدى البارون روتشيلد من باريس. تجدر الإشارة إلى أن حفل تدشين المستعمرة كان أول حفل تدشين مستوطنة يهودية في فلسطين. كان يسكنها في بدايتها ثلاثة فلاحين يعملون في زارعة وتربية الأغنام. دفعت الوحدة فلاحي المستعمرة إلى الطلب من البارون سنة 1905 أن ينقلهم إلى مئير شفيا أو زخرون يعكوف. لم يتم التخلي عن المستعمرة، بل إن السكان أضافوا إليها قطعًا من الأراضي في شرقها، والتي لم يكن مزارعو بات شلومو يزرعونها بسبب بعدها.
وفقاً للتعداد السكاني الذي أجرته سلطات الانتداب البريطاني عام 1922، بلغ عدد سكان بات شلومو 66 نسمة، منهم 53 يهودياً و13 مسلماً. بحلول عام 1947 كان عدد سكانها 100 نسمة. في عام 1951، تم إنشاء المستوطنة الزراعية من قبل المهاجرين الترانسيلفانيين واليمنيين بجوار القرية الأصلية.
خلال أحداث انتفاضة موسم النبي موسى عام 1920، صد حراس المستعمرة والشرطة المتمركزين لهجمات العرب بعد الهجوم على قرية المراح. وفي نهاية عام 1928 كان عدد سكان بات شلومو 52 شخصًا. وقد محيت قرية أم التوت في العهد البريطاني من الوجود ولم يعد لها أي أثر.
وبسبب موقعها داخل المثلث الصغير وهي منطقة تشكلها القرى الفلسطينية إجزم وجبع وعين غزال على السهل الساحلي المواجه للسفوح الغربية للكرمل، لم تتمكن المستعمرة من التطور حتى قيام دولة إسرائيل، وفي عام 1949 لم يكن هناك سوى 17 عائلة، ويبلغ عدد أفرادها 70 شخصًا. وفي عام 1953، وُصفت المستعمرة بأنها مهملة وتفتقر إلى البنية التحتية الأساسية.